# Ousmane Barry
Ousmane Barry, de son nom complet Barry Elhadj Ousmane, né le 27 septembre 1991, est un footballeur international guinéen. Il évolue au poste d'attaquant avec Ermionida en prêt de Panahaiki.
Ousmane Barry participe à la Coupe d'Afrique des nations 2012 avec l'équipe de Guinée.